# Coryphasia albibarbis
Coryphasia albibarbis là một loài nhện trong họ Salticidae.
Loài này thuộc chi Coryphasia. Coryphasia albibarbis được Eugène Simon miêu tả năm 1902.